# Sweat (Hadise)
Sweat è il primo album in studio della cantante turco-belga Hadise, pubblicato nel 2005.

## Tracce
1. Sweat (featuring Raw Jawz) - 3:15
2. Bad Boy - 3:11
3. When Ya Breathing On Me - 3:23
4. Jealous - 3:14
5. Ain't Doing It Right - 3:50
6. Milk Chocolate Girl - 3:16
7. Momma's Boy - 3:25
8. Never Trust a Man - 3:21
9. Sister - 3:23
10. Who Do You Believe - 3:55
11. Stir Me Up - 3:26
12. On The Beach - 3:24
13. Ain't No Love Lost - 3:29
14. Sakin Gitme - 3:24